# Грапш
Грапш, известно и със старата българска форма на името си Грабеш, (на албански: Grapsh или Grapshi, стари форми Grabesh, Grapsht, Grapshti) е село в Албания в община Девол, област Корча.

## География
Селото е разположено на 7 километра източно от град Корча високо в източните склонове на планината Морава.

## История
Александър Синве („Les Grecs de l’Empire Ottoman. Etude Statistique et Ethnographique“), който се основава на гръцки данни, в 1878 година пише, че в Грапси (Grapsi), Корчанска епархия, живеят 600 гърци.
На Етнографската карта на Битолския вилает на Картографския институт в София от 1901 година Грапш е чисто албанско православно село в Костурската каза на Корчанския санджак със 75 къщи.
До 2015 година селото е част от община Хочища.